# Nihon Ita Glass
Nihon Ita Glass K.K. (jap. 日本板硝子株式会社, Nihon Ita Garasu Kabushiki kaisha, engl. Nippon Sheet Glass Co., Ltd., kurz: NSG), gelistet im Nikkei 225, ist ein japanisches Unternehmen mit Sitz in Minato, Tokio, das in der Glasherstellung sowie Glasveredelung tätig ist und zur Sumitomo Group gehört.
Im März 2006 empfahl der Vorstand der Pilkington plc den Aktionären, ein von NSG ausgesprochenes Übernahmeangebot anzunehmen. Am 19. April 2006 haben die Aktionäre in einer außerordentlichen Hauptversammlung diesem Vorschlag zugestimmt.
Mit der Übernahme des englischen Unternehmens Pilkington wird das Unternehmen zu einem der zwei weltgrößten Glashersteller. Daneben konkurriert das weltweit zweitgrößte japanische Unternehmen der Glasherstellung, Asahi Glass.